# Servitud humana
 Servitud humana (títol original en anglès: Of Human Bondage) és una pel·lícula britànica dirigida per Ken Hughes, estrenada el 1964. Ha estat doblada al català.

## Argument
Mildred, una bonica cambrera cruel i voluble, gaudeix enganyant i humiliant el seu promès, un estudiant de medicina que l'estima profundament.

## Repartiment
- Kim Novak: Mildred Rogers
- Laurence Harvey: Philip Carey
- Robert Morley: Dr. Jacobs
- Siobhan McKenna: Nora Nesbitt
- Roger Livesey: Thorpe Athelny
- Jack Hedley: Griffiths
- Nanette Newman: Sally Athelny
- Ronald Lacey: Matty Mathews

## Premis i nominacions

### Nominacions
- 1964: Os d'Or del Festival Internacional de Cinema de Berlín per Ken Hughes i Henry Hathaway
- 1965: BAFTA al millor vestuari per Beatrice Dawson